# 탕카

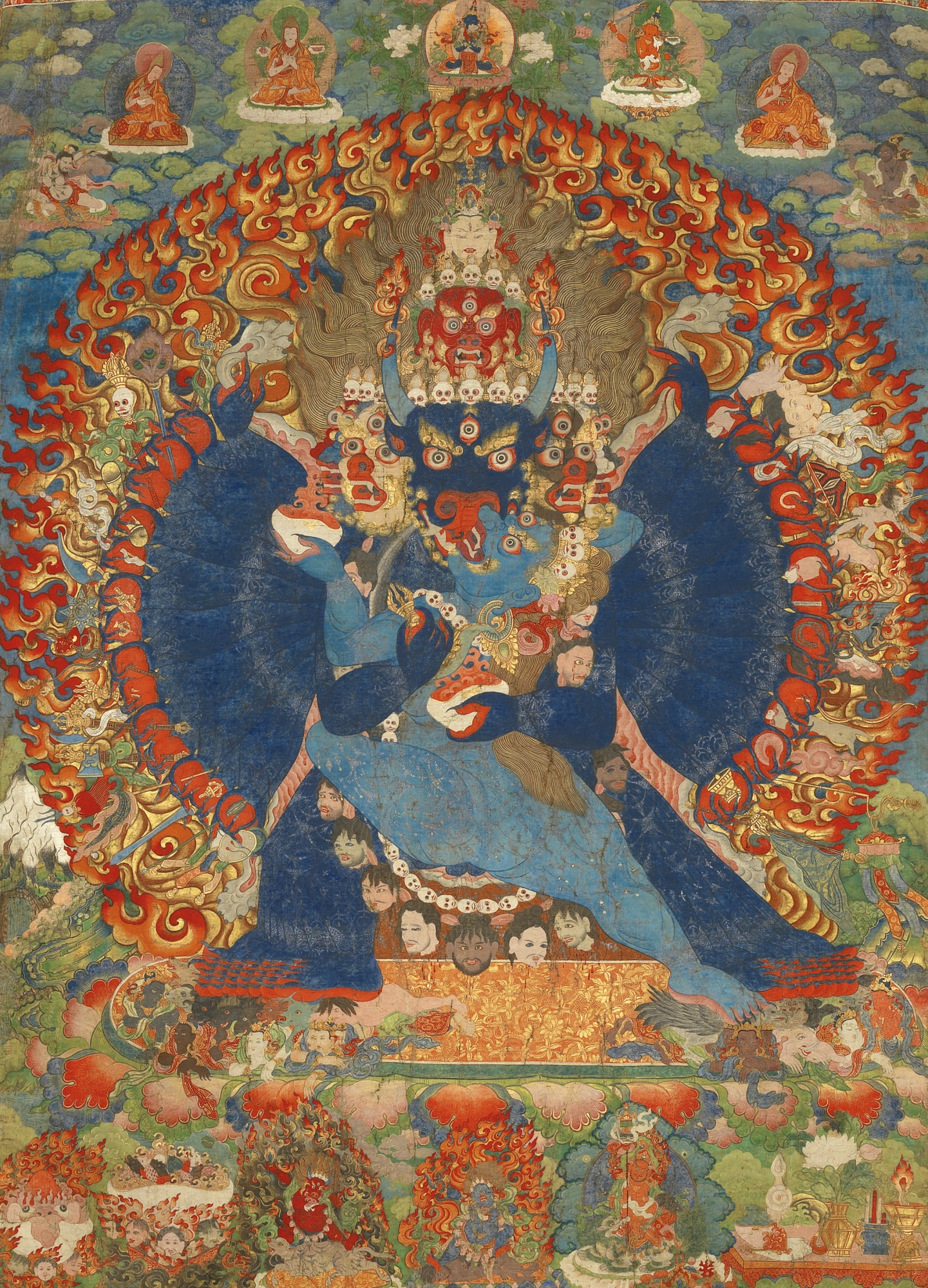
1740년경, 대위덕명왕을 묘사한 탕카

탕카(티베트어: ཐང་ཀ་, 네와르어: पौभा)는 티베트 불교로, 면화, 비단 기구 등에 주로 불교 신, 장면, 만다라를 묘사한다. 탕카는 전통적으로 틀을 짜지 않고 돌돌 말아서 중국 두루마리화 스타일의 직물 뒷면에 부착하고 앞면에 비단 덮개를 더 얹는다. 그래서 치료하면 탕카는 오래 갈 수 있지만, 섬세한 성질 때문에 수분이 비단의 질에 영향을 미치지 않는 건조한 곳에 보관해야 한다. 대부분의 탕카는 크기가 서양의 반쪽짜리 초상화에 비견될 정도로 작지만, 어떤 탕카는 매우 커서, 각 차원이 수 미터씩이다. 대부분의 탕카는 수도원 학생들의 개인적인 명상이나 가르침을 목적으로 만들어졌다. 그들은 종종 매우 작은 인물들을 포함한 정교한 구성을 가지고 있다. 중심신은 대칭적인 구성으로 식별된 다른 인물들에 의해 둘러싸이는 경우가 많다. 서술 장면은 덜 흔하지만, 나타난다.
탕카는 부처와 여러 영향력 있는 라마들, 그리고 다른 신들과 보살들의 삶을 보여주는 중요한 교육 도구이다. 그 중 하나는 아비달마 가르침 (계몽의 예술)을 시각적으로 표현한 생명의 수레바퀴이다. 이 용어는 때때로 금속이나 목판 인쇄의 부조를 포함하여 그림 이외의 다른 매체에서 작품들에 사용될 수 있다. 오늘날에는 그려진 탕카의 포스터 크기로 인쇄된 복제품이 주로 장식적인 목적뿐만 아니라 헌신적인 목적으로 사용된다. 많은 탕카가 세트로 만들어졌지만, 종종 분리되기도 했다.
탕카는 몇 가지 다른 기능을 수행한다. 신상은 부처의 삶을 묘사할 때 중요한 라마들에 관한 역사적 사건들을 묘사하거나 다른 신들과 관련된 신화를 다시 전할 때 교육 도구로 사용될 수 있다. 봉헌적인 이미지는 의식이나 의식에서 중심적인 역할을 하며 종종 기도를 올리거나 요청을 할 수 있는 매개체로 사용된다. 전체적으로, 그리고 아마도 가장 중요한 것은, 종교 예술이 한 사람을 계몽의 길로 더 내려오도록 돕는 명상 도구로 사용된다. 불교 승려인 밀교는 "그들이 그 신이라고 생각하여 부처의 자질을 내면화"함으로써 그들의 명상신인 이담의 감사상을 지침으로 사용하며, 제단 위나 옆에 걸려 있고, 수도승과 다른 신자들의 침실이나 집무실에 걸 수 있다.

## 역사
티베트 불교는 인도의 아잔타 석굴과 실크로드의 막고굴과 같은 몇몇 장소에서만 살아남은 초기 불화의 광범위한 전통에서 발전했다. 감사 형식은 티베트 불교 벽화의 전통과 함께 발전했는데, 이는 대부분 수도원에 있거나 주로 있었다.
이 형태의 초기 역사는 분명 존재했던 휴대용 그림보다 더 많은 수의 벽화를 통해 더 쉽게 추적할 수 있다. 대부분의 감사 인사들은 그렇게 함으로써 공로를 얻는다고 믿어지는 개인들에 의해 위촉되었다. 그런 다음 그것들은 수도원이나 다른 개인에게 주어지거나, 청장이 사용하기 위해 보관될 수도 있다. 어떤 탕카들은 뒷면에 명상하는 유명한 승려의 모습 (덤스댐)이라는 글귀가 새겨져 있다. 대부분의 예술가들은 아마도 수도승이었을 것이다. 비록 평신도 예술가들이 존재했던 것으로 보이지만, 금속 조각에서 그랬던 것처럼 말이다. 종종 귀중품이었던 자료들은 청장이 제공하였고, 전통에 따라 예술가에 대한 보상은 수수료가 아닌 "선물"로 여겨졌다. "탕카"라는 단어는 고전 티베트어로 "돌려 펴는 것"을 의미한다. 탕카는 매우 드물게 서명되지만, 몇몇 예술가들은 알려져 있는데, 그들이 예술가로서 유명하기보다는 중요한 수도원 지도자였기 때문이다. 그림은 수도승에게 귀중한 업적이었다.

## 네팔
네팔에서 현존하는 가장 오래된 탕카 그림은 서기 14세기까지 거슬러 올라가지만, 이것은 아마도 불교도와 힌두교도들이 신과 자연 경관에 대한 삽화를 그리기 시작한 이후일 것이다. 역사적으로 네팔 그림에 대한 티베트인과 중국의 영향은 파우바(탕카)에서 매우 뚜렷하게 나타나고 있으며, 네팔의 화풍은 티베트 예술에 상당한 영향을 미쳤다. 파우바는 두 종류로 나뉘는데, 팔라는 신들을 묘사한 그림이며 만다라는 각각 특정한 의미를 지닌 원과 정사각형의 복잡한 패턴을 묘사한 신비도이다. 대승불교가 티베트에 전파된 것은 7세기 앙슈바르마 때 네팔을 통해서였다. 따라서 티베트 전역에 새로 지어진 수도원에 대한 종교적 성화와 불교 필사본에 대한 수요가 높았다. 프라즈나파라미타를 포함한 많은 불교 필사본들이 카트만두 계곡에서 이 수도원들을 위해 복사되었다. 예를 들어, 아스타사하스 리카 프라즈나파라마리타는 999년 나렌드라 데바와 우다야 데바의 통치 기간 동안 파탄에서 티베트의 사샤키아 수도원을 위해 복제되었다. 티베트에 있는 노르 수도원의 경우, 네팔에서 1069년에 아스타사하스리카 프라즈나파라마리타 한 권과 1111년에 카브야다르샤 한 권 두 권이 복제되었다. 네팔 미술의 영향력은 13세기부터 중국까지 규칙적으로 퍼져나갔다. 아라니코라는 유명한 이름으로 알려진 네팔의 혁신가이자 건축가인 발바후가 쿠빌라이 칸의 수석 제국 예술가가 되면서, 네팔 장인들이 그들의 솜씨를 발휘하고 전문적인 지식을 전달해 달라는 요청으로 중국 황제들의 법정에 파견되었다.